# Hendrik de Wit (botanicus)
Hendrik Cornelis Dirk (Henk) de Wit (Purmerend, 24 oktober 1909 - Heelsum, 16 maart 1999) was een Nederlandse botanicus.
Hij studeerde biologie aan de Universiteit van Amsterdam. Na de afronding van zijn studie vertrok hij in 1938 naar Pretoria in Zuid-Afrika om te werken bij ministerie van landbouw. In 1941 promoveerde hij in de biologie op een proefschrift met betrekking tot het geslacht Setaria uit de grassenfamilie. Hetzelfde jaar verhuisde hij naar Nederlands-Indië.
Gedurende de Tweede Wereldoorlog werkte hij in 's Lands Plantentuin te Buitenzorg, waar hij zich bezighield met plantentaxonomie. Na zijn terugkeer in Nederland in 1946 werkte hij voor de Flora Malesiana Foundation. In 1953 werd hij universitair docent aan de Rijksuniversiteit Leiden, waar hij onderwijs gaf op het gebied van plantentaxonomie en morfologie van bedektzadigen. In 1959 werd hij benoemd tot hoogleraar in de algemene plantensystematiek en -geografie en in het bijzonder die van de tropen en de subtropen aan de Landbouwhogeschool Wageningen. In 1980 ging hij met emeritaat.
De Wit was speciaal geïnteresseerd in Cryptocoryne, een geslacht van waterplanten uit de aronskelkfamilie. Over dit geslacht schreef hij meerdere publicaties. In 1966 verscheen de eerste editie van Aquariumplanten. Hiervan verscheen in 1971 een Duitse vertaling onder de titel Aquarienpflanzen. Tevens publiceerde hij twee boeken over bloemplanten en boeken over Leguminosae, Resedaceae en het geslacht Setaria. Na zijn pensioen schreef hij nog Ontwikkelingsgeschiedenis van de biologie, waarvan tussen 1982 en 1989 drie delen verschenen. In 1993 verscheen het populaire werk Wat is leven? Een cultuurgeschiedenis van de biologie.
Verschillende plantensoorten zijn naar hem vernoemd: Cryptocoryne dewitii Jacobsen, Lagenandra dewitii Crusio et de Graaf, Crudia dewitii Kostermans, Homalium dewitii Kostermans, Bauhinia dewitii K.Larsen & S.S.Larsen, Rinorea dewitii Achound. en Begonia bonus-henricus J.J. de Wilde.